# Evyatar Friesel
Evyatar Friesel (hebräisch אֶבְיָתָר פְרִיזֶל; geboren 1930 in Chemnitz als Siegfried Friesel) ist ein israelischer Historiker deutscher Herkunft und emeritierter Professor der Hebräischen Universität Jerusalem. Er forscht zu den Themen Antisemitismus und Zionismus und zu allgemeiner jüdischer Geschichte.

## Leben
Friesel wuchs als Kind aus Posen eingewanderter Juden in Sachsen auf. Im März 1939 konnte die Familie nach Brasilien emigrieren. 1953 emigrierte er nach Israel und wurde Mitglied des Kibbuz Bror Chajil. Von 1956 studierte Friesel an der Hebräischen Universität in Jerusalem, wo er 1970 promoviert wurde.
Von 1965 bis 1977 lehrte er jüdische Geschichte an der Ben-Gurion-Universität im Negev in Beʾer Scheva, von 1972 bis 1995 an der Hebräischen Universität in Jerusalem.
Im Laufe der folgenden Jahre war er Gastprofessor an verschiedenen Universitäten: Universidade de São Paulo (1974); Ohio State University (1975/76); Center for Postgraduate Hebrew Studies, Oxford (1984/85); University of Cape Town (1988); Hochschule für Jüdische Studien Heidelberg (1989/90); Universität Leipzig (1994/95); Humboldt-Universität zu Berlin (1995); Universität Erfurt (2000); Friedrich-Schiller-Universität Jena (2004– ).
Von 1992 bis 2001 leitete er das Staatsarchiv Israels.
Friesels Forschungsschwerpunkte sind ideologische Trends des modernen Judentums, amerikanisch-jüdische Geschichte, deutsch-jüdische Geschichte, die Geschichte des Zionismus, demographische Entwicklungen, europäische Zeitgeschichte und aktuelle Judenfeindlichkeit.
Evyatar Friesel ist mit der Kognitionswissenschaftlerin Monika Schwarz-Friesel verheiratet.

## Veröffentlichungen

### Forschung (Auswahl)
- The Zionist Movement in the United States, 1887-1914. Tel Aviv, University of  Tel Aviv - Kibbutz Hameuhad Publishing House, 1970, 320 pp. (in Hebräisch).
- Zionist Policy After the Balfour Declaration, 1917–1922. Tel Aviv, University of Tel Aviv, Kibbutz Hameuhad Publishing House, 1977, 485 pp. (in Hebräisch).
- The Letters and Papers of Chaim Weizmann. Vol. I (1885–1902), London, Oxford University Press, 1968, 447 pp. (member of the research and editing staff)
  - Idem,  Hebrew edition, Jerusalem, Mossad Bialik, 1969.
- The Letters and Papers of Chaim Weizmann. Vol. II (1902–1903), London, Oxford University Press, 1970, 500 pp. (member of research  and editing staff).
  - Idem, Hebrew edition, Jerusalem, Mossad Bialik, 1970.
- als Hrsg.: Julius Simon, Certain Days – Zionist Memoirs and Selected Papers. Jerusalem, Israel Universities Press, 1971, 385 pp.
- als Hrsg. mit G. Yoguev und Sh. Kolat: The Letters and Papers of Chaim Weizmann. Vol. VI  (1913–1914).  Jerusalem, Israel Universities Press, 1974, 450 pp.
- als Hrsg.: The Hebrew edition of The Times Atlas of World History, by G. Barraclough, part III (modern period). Jerusalem, Carta Publications, 1979.
- Atlas of Modern Jewish History. New York-London,  Oxford  University  Press, Jerusalem,  Carta  Publications, 1990.
  - Idem, Hebrew edition. Jerusalem, Carta Publishing House, 1983.
- The Evolution of the Jewish Civil-Rights Organizations in the Nineteenth and Twentieth Centuries. Cincinnati, American Jewish Archives, 1993.
- als Hrsg. mit Monika Schwarz-Friesel und Jehuda Reinharz: Aktueller Antisemitismus in Deutschland – ein Phänomen der Mitte. New York/Berlin: de Gruyter Verlag, 2010.

### Autobiographie
- Ballade des äußeren Lebens. Memoiren. Aus dem Amerikanischen von Dafna Mach. Leipziger Universitätsverlag, Leipzig 1997